# たかとりじゅんのドキドキ!ドッキン!!
『たかとりじゅんのドキドキ!ドッキン!!』は、2002年4月5日から2004年3月27日まで茨城放送で放送されていたワイド番組である。

## 概要
2002年3月まで同局で放送されていた『たかとりじゅんのタッチ・アンド・ゴー〜空飛ぶ金曜日〜』のリニューアル版。茨城放送の金曜・土曜午前に放送されるワイド番組は『Dokkin!遠藤理です』以来、8年ぶりである。
テーマ音楽作曲者はMALTA（番組オリジナルテーマ）。

## 放送時間
金曜日 6:00 - 11:45
土曜日 6:00 - 11:40
※茨城放送ホームページ上では金曜日・土曜日共に11:55までの放送として公開していた。

## 出演者
- たかとりじゅん[2]
- 太田絵里子[2]
- 鹿原徳夫 - 2002年秋から出演。金曜のニュースを担当[4]。

## コーナー
- ニュースヘッドライン
- 今日のお元気さん
- ジャパネットたかたラジオショッピング
- 母の詩（土曜）
- 後期には土曜に音楽特集を行っていた。

## 備考
パーソナリティのたかとりは、2003年6月30日に首都高速道路での事故で入院。リハビリに専念するため、しばらく番組を休んでいた。たかとりが同年10月4日に番組に復帰するまでの間、相川由春（7月4日・11日）、遠藤理（7月5日・12日）、鵜飼一嘉（7月18日以降）が代理でパーソナリティを務めていた。なお鵜飼の出演期間中には、番組タイトルも『鵜飼一嘉のドキドキ!ドッキン!!』に変更されていた。